# Assassinato de Hind Rajab
Hind Rajab (em árabe: هند رجب), nascida em 3 de maio de 2018, era uma menina palestina que foi morta em 29 de janeiro de 2024, de cinco anos de idade,  pelas forças armadas israelenses durante a invasão militar da Faixa de Gaza. O ataque também matou seis dos familiares da criança e dois paramédicos que vieram em seu socorro. Hind e sua família estavam fugindo da Cidade de Gaza quando seu veículo foi bombardeado, matando seu tio, sua tia e três primos. Hind e outro primo sobreviveram e conseguiram entrar em contato com a Sociedade do Crescente Vermelho Palestino (PRCS) para pedir ajuda enquanto estavam sendo atacados por um tanque israelense. O primo também foi morto mais tarde e Hind ficou presa no veículo por horas ao telefone, enquanto os paramédicos do PRCS tentavam resgatá-la. Tanto Hind quanto os paramédicos foram encontrados mortos em 10 de fevereiro, após uma retirada israelense.
Israel alegou que não havia tropas presentes no bairro e negou ter realizado o ataque. No entanto, isso foi refutado pelas investigações do The Washington Post e da Sky News baseadas em imagens de satélite e evidências visuais, que concluíram que vários tanques israelenses estavam de fato presentes e que um deles provavelmente disparou 335 tiros contra o carro em que Hind e sua família estavam, com os operadores dos tanques sendo capazes de ver que o carro tinha civis, incluindo crianças. A investigação da Forensic Architecture também concluiu que um tanque isrealense provavelmente atacou a ambulância que veio buscar Hind.
Após o assassinato, os meios de comunicação ocidentais foram criticados pela cobertura do incidente, inclusive por não revelar quem matou Hind e por sua "adultificação" (isto é, o uso palavras e expressões normalmente usadas para descrever pessoas adultas nesse tipo de contexto). 
Nos EUA, estudantes americanos renomearam prédios ocupados durante protestos em homenagem a Hind, como o Hall de Hind (em inglês: Hind's Hall) na Universidade de Columbia, chamando cada vez mais atenção para o incidente.

## Detalhes do Incidente

### Antecedentes
Em novembro de 2023, um mês após a invasão israelense da Faixa de Gaza, grande parte da região estava deserta e devastada pelos bombardeios. Em dezembro de 2023, o sistema de saúde em Gaza estava em colapso devido aos ataques israelenses e ao bloqueio da ajuda humanitária. O norte de Gaza foi particularmente afetado, pois não havia hospitais em funcionamento na área em dezembro devido à falta de suprimentos, combustível e pessoal.

### Assassinato
Em 29 de janeiro de 2024, Hind, juntamente com seis membros de sua família, estava fugindo do bairro de Tel al-Hawa, na Cidade de Gaza, quando um tanque do exército israelense disparou contra seu veículo, um Kia preto, matando a tia, o tio e quatro primos de Hind. A única outra sobrevivente, Layan Hamadeh, prima de 15 anos de Hind, ligou para a Sociedade do Crescente Vermelho Palestino (PRCS) para pedir ajuda de emergência. Hamadeh estava chorando, acrescentando ainda que “Eles estão atirando em nós. O tanque está bem perto de mim. Estamos no carro, o tanque está bem perto de nós."
Hamadeh foi ouvida gritando enquanto era morta sob o som de tiros de metralhadora que atingiam o carro enquanto ainda estava na linha com os socorristas. Quando os despachantes ligaram de volta, Hind atendeu a chamada, afirmando que todos os outros no carro estavam mortos e que o tanque continuava a se aproximar do carro. Hind ficou na linha com o PRCS por três horas, dizendo ao despachante: “Estou com muito medo, por favor, venha. Venha me levar. Por favor, você virá?". Posteriormente, seu avô disse aos repórteres que Hind foi ferida nas costas, na mão e no pé. Hind, que foi instruída a continuar escondida no veículo, foi resgatada por uma ambulância do PRCS. O áudio da chamada telefônica entre o PRCS, Hamadeh e Hind foi publicado pelo Crescente Vermelho em 3 de fevereiro.
Como a área estava sitiada, o PRCS trabalhou com o Ministério da Saúde de Gaza e com os militares israelenses para garantir a passagem segura da equipe da ambulância para resgatar Hind. Depois de horas de espera, o PRCS diz que recebeu a aprovação para enviar a ambulância por uma rota designada. A ambulância informou que estava sendo alvo dos militares israelenses com lasers; de acordo com o Washington Post, as postagens na mídia social sugerem que esses lasers também foram usados no passado pelo Hamas, mas que um pesquisador do Institute for the Study of War não havia observado o uso desses lasers por nenhum dos lados no conflito. Depois de sons de tiros ou de uma explosão, a conexão foi perdida. O destino de Hind e dos paramédicos era desconhecido até 12 dias depois, em 10 de fevereiro de 2024, quando a família retornou após a retirada dos militares israelenses, descobrindo o carro com Hind, Hamadeh e o restante da família inteira de seu tio mortos. As janelas foram estouradas e as portas estavam cobertas de buracos de bala. A ambulância do Crescente Vermelho foi encontrada a poucos metros de distância, completamente destruída, com dois funcionários da ambulância, Yusuf al-Zeino e Ahmed al-Madhoun, também mortos.

### Investigação
De acordo com uma investigação inicial do Monitor de Direitos Humanos Euro-Mediterrâneo, Hind e seus parentes foram mortos pelo exército israelense em uma “execução planejada”; usando um míssil de fabricação americana, as IDF também mataram os paramédicos do Crescente Vermelho enviados para resgatar a jovem. Fragmentos de projéteis M830A1 de fabricação americana foram encontrados no local da ambulância bombardeada do Crescente Vermelho que estava procurando por Hind e sua família. Um porta-voz do governo dos EUA disse que esperaria que Israel concluísse sua investigação do incidente.
Um porta-voz da IDF declarou que não havia tropas da IDF perto do veículo ou dentro do alcance de tiro e que, devido à falta de tropas, a coordenação da ambulância era desnecessária para resgatar Hind. Em resposta às declarações da IDF, a Al Jazeera declarou: “Israel tem um histórico de rapidamente inocentar suas tropas de qualquer irregularidade em casos de abuso contra palestinos". Uma investigação da Al Jazeera descobriu ainda que três tanques israelenses estavam nas proximidades do veículo da família de Hind no momento do ataque.
A investigação teria sido entregue ao General Staff Fact Finding Assessment Mechanism, descrito como um órgão militar independente que investiga incidentes incomuns. Os Estados Unidos também pediram que a morte de Hind fosse investigada em tempo hábil, afirmando que estavam “devastados” com a morte de Hind. O PRCS disse ao Intercept que os militares israelenses nunca entraram em contato com ele sobre a morte de Hind e o ataque às suas ambulâncias, refutando as observações do Departamento de Estado de que o PRCS e as Nações Unidas haviam rejeitado os esforços israelenses para investigar o incidente.
Uma investigação conduzida pelo The Washington Post em abril de 2024 rebateu as alegações feitas pelos militares israelenses. A investigação, que utilizou imagens de satélite, concluiu que veículos blindados israelenses estavam nas proximidades do carro em que Hind foi morta e que o buraco de 300 mm na ambulância do Crescente Vermelho é consistente com um projétil de tanque israelense, embora tenha advertido que essa era apenas uma explicação, pois “há poucos dados sobre munições produzidas artesanalmente pelo Hamas”. O Post também confirmou que os destroços da ambulância foram encontrados em uma rota fornecida pela COGAT, um braço do Ministério da Defesa de Israel que coordena passagens seguras para veículos médicos com as IDF. A Sky News informou em outubro de 2024 que os danos à ambulância eram consistentes com o fato de ter sido atingida por uma “arma de grande calibre”, citando um especialista da Janes Information Services. A reportagem indicou que, embora a IDF tenha dito que não estava na área no momento do incidente, ela pode ter contradito inadvertidamente essa afirmação ao publicar um comunicado à imprensa sobre suas operações nos bairros de Shati e Tel al-Hawa, que foi posteriormente excluído de seu site. Uma investigação mais aprofundada da Sky News revelou imagens de satélite tiradas em 29 de janeiro, o dia do ataque, mostrando pelo menos 15 veículos militares no bairro de Tel al-Hawa, com o veículo mais próximo localizado a apenas 300 metros do local do ataque da ambulância.
A Forensic Architecture divulgou sua investigação em junho de 2024, que se baseou em evidências visuais, de áudio e outras coletadas para reconstruir o evento. A investigação concluiu que um tanque israelense provavelmente disparou 335 tiros contra o carro em que Hind e sua família estavam, e que os operadores do tanque teriam sido capazes de ver que o carro tinha civis, inclusive crianças. Concluiu também que um tanque israelense provavelmente também atacou a ambulância que socorreu Hind.[6] Especialistas independentes nomeados em julho de 2024 pelo Conselho de Direitos Humanos das Nações Unidas declararam que o assassinato de Hind poderia ser considerado um crime de guerra.
Em 3 de maio de 2025, que seria o sétimo aniversário de Hind, a Fundação Hind Rajab afirmou que havia identificado o comandante do batalhão que matou Hind como sendo o tenente-coronel Beni Aharon, da 401ª Brigada Blindada, e apresentou uma queixa de crime de guerra contra ele no Tribunal Penal Internacional.

## Repercussão

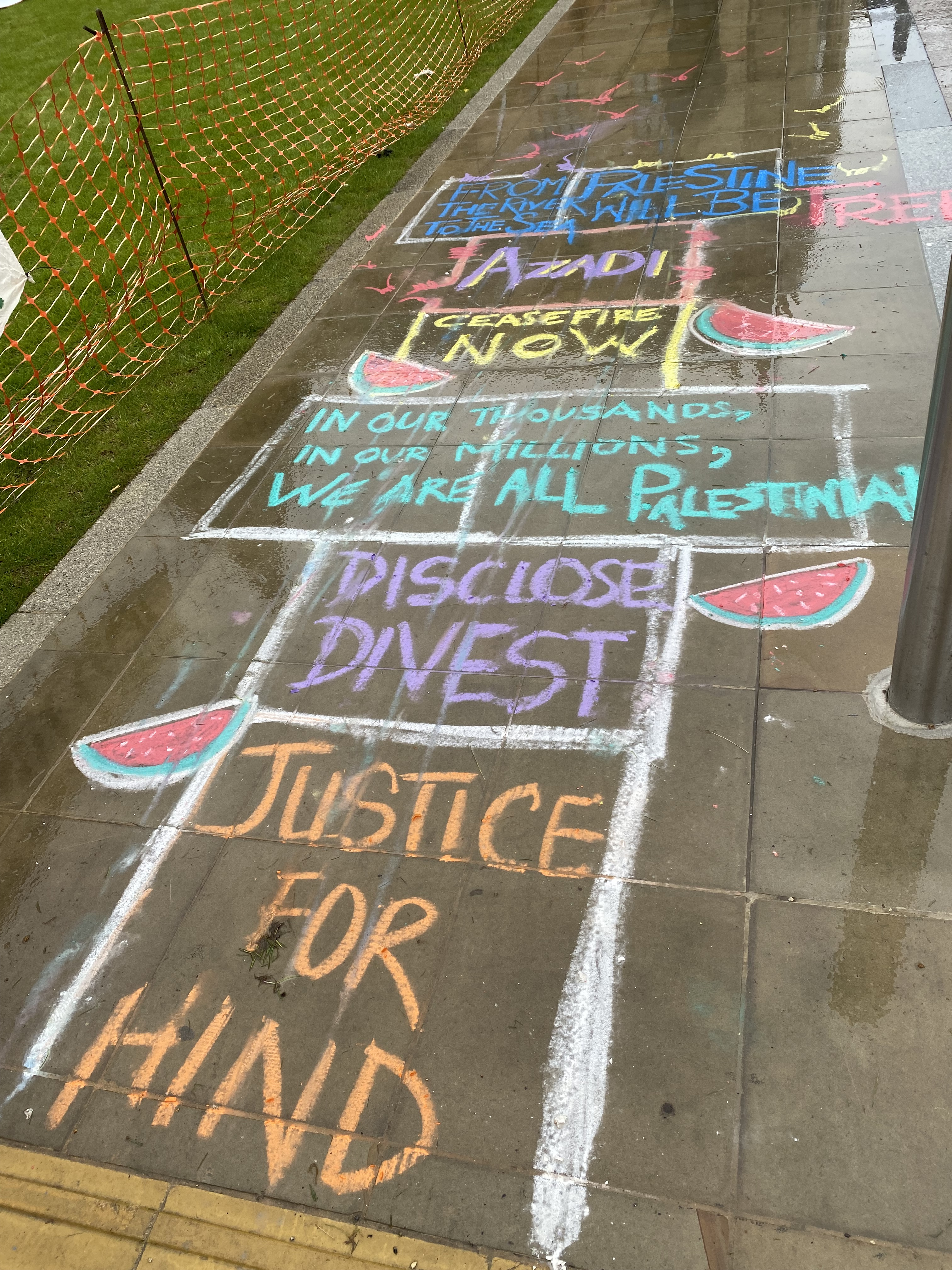
Inscrição "justiça por Hind" em protesto.

O caso de Hind atraiu a atenção internacional com apelos de ativistas e organizações humanitárias para que ajudassem a encontrá-la e a colocá-la em segurança quando ela estava desaparecida por 12 dias. Sua mãe implorou para que a comunidade internacional não se esquecesse de sua filha e a trouxesse de volta para casa. O Crescente Vermelho Palestino utilizou suas contas de mídia social para publicar fotos dos paramédicos e de Hind por vários dias, enquanto pedia informações sobre suas localizações. Várias agências de notícias entraram em contato com o exército israelense para comentar o incidente. Em 2 de fevereiro, o exército israelense disse aos repórteres da CNN que “não estava familiarizado com o incidente”. Quando foram contatados novamente três dias depois, informaram que “ainda estavam investigando o caso”. 
Após a descoberta de seu corpo, muitas personalidades pró-palestinas criticaram os meios de comunicação ocidentais por declararem que Hind havia sido “encontrada morta” sem atribuir sua morte a Israel, comparando-a com a cobertura empática das mortes de crianças na invasão russa da Ucrânia. A mãe de Hind criticou o exército israelense após a confirmação da morte de sua filha, declarando: “Quantas mães mais vocês estão esperando para sentir essa dor? Quantas crianças mais vocês querem que sejam mortas?”. O Crescente Vermelho atribuiu a culpa do incidente a Israel, acusando-o de atacar deliberadamente a equipe da ambulância. O Ministério das Relações Exteriores da Palestina pediu ao Tribunal Penal Internacional que responsabilizasse os culpados pela morte de Hind. Em 13 de fevereiro, o grupo de direitos humanos Justice For All apresentou um caso ao TPI acusando a IDF de vários crimes de guerra pela morte de Hind.
Manifestantes estudantis pró-palestinos que participavam da ocupação do campus da Universidade de Columbia, na cidade de Nova York, tomaram o Hamilton Hall, um prédio acadêmico no campus de Morningside Heights da universidade, em abril de 2024. Os estudantes desfraldaram uma grande faixa renomeando o prédio como “Hind's Hall” em homenagem à criança. Durante um segmento na CNN que discutia a renomeação do hall, a apresentadora Kasie Hunt explicou aos espectadores: “Hind é uma referência a uma mulher que foi morta em Gaza”. Essa descrição foi criticada como um exemplo de adultificação de crianças palestinas e um viés pró-Israel na CNN. Manifestantes estudantis da UC Berkeley ocuparam um prédio histórico abandonado do campus em 16 de maio, conhecido como complexo Anna Head, e o rebatizaram de “Hind's House”.

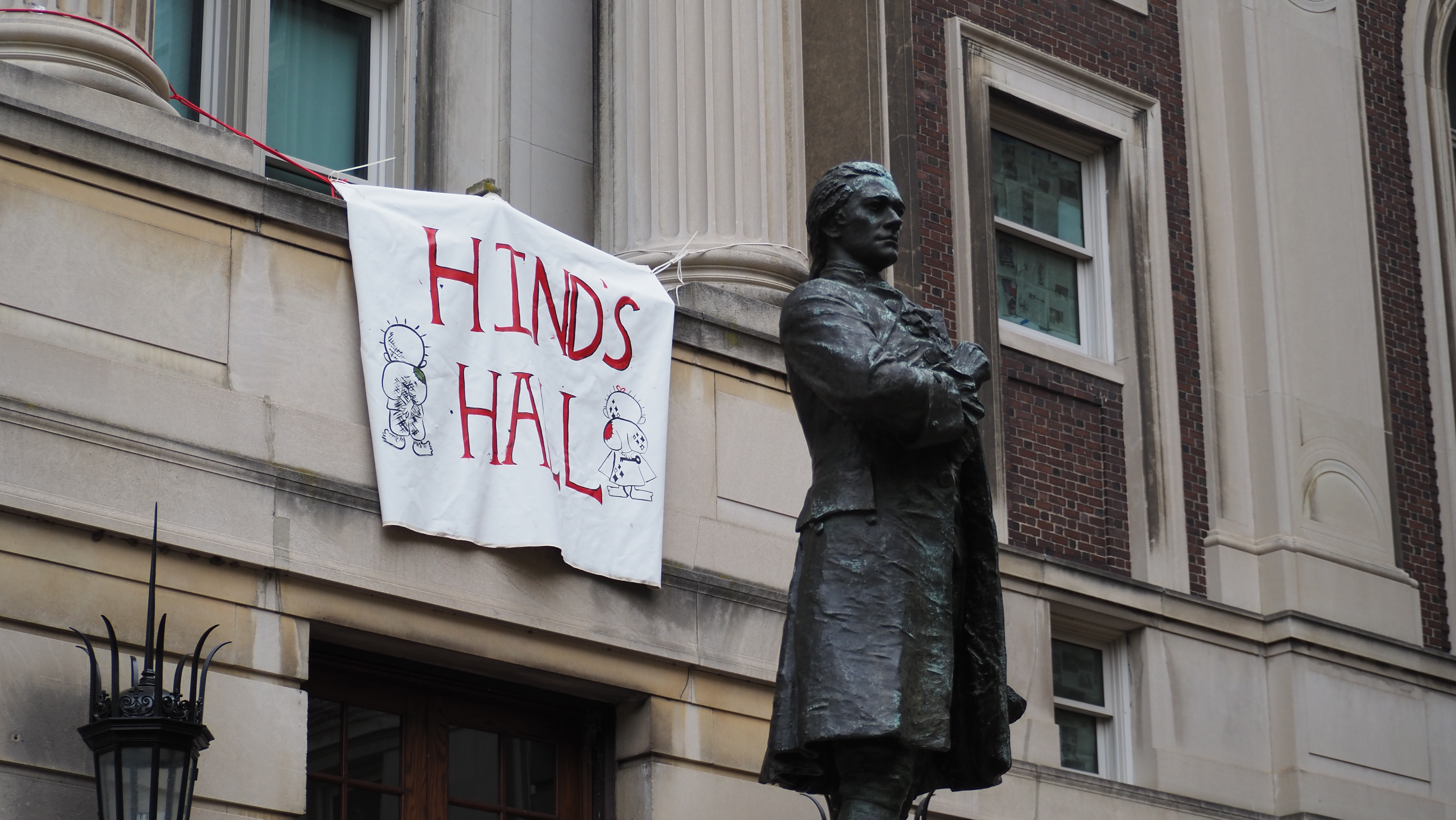
Hind's Hall, Universidade de Columbia

O artista de rap americano Macklemore lançou “Hind's Hall”, uma música de protesto em homenagem a Hind e em apoio aos protestos estudantis, em maio de 2024. Ele criticou a suposta priorização da indústria musical de “questões mesquinhas”, como a rixa entre Drake e Kendrick Lamar, em detrimento da guerra. Como parte do lançamento da faixa, Macklemore declarou que toda a renda gerada pelos streams seria destinada à UNRWA. Em setembro de 2024, ele lançou “Hind's Hall 2”, que também destinou sua renda à UNRWA.
A Fundação Hind Rajab, uma organização dedicada a responsabilizar os soldados israelenses por supostos crimes de guerra, foi batizada em sua homenagem.
No aniversário de um ano do assassinato de Hind, uma vigília foi organizada no Zuccotti Park em Nova York por grupos palestinos em 29 de janeiro de 2025. Como reação, o grupo Betar US anunciou um contraprotesto no parque, chamando o evento de “comício da jihad” e prometeu gravar os participantes em um esforço para que fossem deportados pelo ICE (U.S. Immigration and Customs Enforcement). Na vigília, os manifestantes gritaram “Mostrem-nos seus rostos para que possamos fazer com que vocês sejam deportados” e “Estamos com o ICE”, e depois gritaram repetidamente “ICE, ICE, ICE”, de acordo com um vídeo publicado pelo grupo.

## Ligação Externa
- Fundação Hind Rajab (em inglês).